# 信久 (小惑星)
信久（のぶひさ、4351 Nobuhisa）は小惑星帯の小惑星。岐阜県の水野義兼と愛知県の古田俊正によって発見された。
小島彗星 (70P) などを発見した愛知県在住のアマチュア天文家、小島信久に因んで名付けられた。

## 註
1. ↑  MPC 20159（1992年5月16日）